# بتنو (الفتاحنة)
بتنو هو دُوَّار يقع بجماعة بريشكة، إقليم وزان، جهة طنجة تطوان الحسيمة في المملكة المغربية. ينتمي الدوّار لمشيخة الفتاحنة التي تضم 7 دواوير. يقدر عدد سكانه بـ 269 نسمة حسب الإحصاء الرسمي للسكان والسكنى لسنة 2004.

## روابط خارجية
- البوابة الوطنية للجماعات الترابية نسخة محفوظة 12 مارس 2018 على موقع واي باك مشين.
- المندوبية السامية للتخطيط